# Rupes (planetaire geologie)
Een rupes (meervoud: rupēs) is in de planetaire nomenclatuur een steile helling of lange klif die twee relatief vlakke gebieden met verschillende hoogtes scheidt, op het oppervlak van een buitenaards lichaam, zoals een planeet of maan.
De term, die in het Latijn "klif" betekent, wordt gebruikt door de United States Geological Survey (USGS) en de International Astronomical Union (IAU) voor 88 structuren in het zonnestelsel, op de planeten Mars (26), Mercurius (39) en Venus (7), de Maan (8), de planetoïden Vesta (3) en Lutetia (2) en de satellieten van Uranus, Miranda (2) en Titania (1).
Hoe rupes gevormd worden, is sinds 2008 louter speculatief. Deformatie door de afkoeling van de korst van terrestrische planeten en grootschalige verplaatsing als gevolg van inslagen zijn de twee overheersende theorieën.

## Rupes op Mars
- Amenthes Rupes
- Argyre Rupes
- Arimanes Rupes
- Avernus Rupes
- Bosporos Rupes
- Chalcoporos Rupēs
- Claritas Rupes
- Cydnus Rupēs
- Elysium Rupes
- Hephaestus Rupēs
- Hiddekel Rupes
- Icaria Rupes
- Morpheos Rupes
- Ogygis Rupes
- Olympia Rupēs
- Olympus Rupes
- Panchaia Rupēs
- Phison Rupes
- Phrixi Rupes
- Pityusa Rupes
- Promethei Rupes
- Rupes Tenuis
- Tartarus Rupes
- Thyles Rupes
- Ulyxis Rupes
- Utopia Rupēs

## Rupes op Mercurius
De rupes op Mercurius werden genoemd naar beroemde schepen en vaartuigen van over de hele wereld.
- Adventure Rupes
- Alpha Crucis Rupēs
- Altair Rupes
- Alvin Rupes
- Astrolabe Rupes
- Beagle Rupes
- Belgica Rupes
- Blossom Rupes
- Calypso Rupes
- Carnegie Rupes
- Chikyu Rupes
- Discovery Rupes
- Duyfken Rupes
- Eltanin Rupes
- Endeavour Rupes
- Enterprise Rupes
- Fram Rupes
- Gjöa Rupes
- Grifo Rupes
- Heemskerck Rupes
- Hero Rupes
- Investigator Rupes
- Kainan Rupēs
- La Dauphine Rupes
- Meteor Rupēs
- Mirni Rupes
- Nautilus Rupes
- Palmer Rupes
- Paramour Rupes
- Pourquoi-Pas Rupes
- Resolution Rupes
- Santa María Rupes
- Soya Rupes
- Terror Rupes
- Unity Rupes
- Victoria Rupes
- Vostok Rupes
- Zarya Rupes
- Zeehaen Rupes

## Rupes op Venus
Rupes op Venus werden genoemd naar godinnen van de haard of het haardvuur uit verschillende mythologieën.
- Fornax Rupes
- Gabie Rupes
- Hestia Rupes
- Uorsar Rupes
- Ut Rupes
- Vaidilute Rupes
- Vesta Rupes

## Rupes op de Maan
- Rupes Altai
- Rupes Boris
- Rupes Cauchy
- Rupes Kelvin
- Rupes Liebig
- Rupes Mercator
- Rupes Recta
- Rupes Toscanelli